# 하이자오 7번지
하이자오 7번지(海角七號, Cape No. 7)는 대만에서 제작된 웨이 더솅 감독의 2008년 드라마, 멜로/로맨스, 코미디 영화이다. 범일신 등이 주연으로 출연하였고 웨이 더솅 등이 제작에 참여하였다.

## 출연

### 주연
- 범일신
- 타나카 치에

### 조연
- 응울민
- 민웅
- 맥자
- 곽일헌
- 마념선
- 임종인
- 중효개
- 양문음
- 임효배
- 장심연
- 패견
- 마여룡
- 패소람
- 단내부정약
- 조순
- 장괴
- 진모의
- 허인호

## 제작진
- 프로듀서: 임첨귀
- 프로듀서: 장장제
- 프로듀서: 임휘근
- 프로듀서: 허인호
- 프로듀서: 호중광
- 녹음: 두독지
- 미술: 당가굉
- 특수효과: 호중광
- 특수효과: 임철민
- 헤어: 황명주